# Dinyés Dániel
Dinyés Dániel (Budapest, 1980 –) magyar zeneszerző, karmester, zeneigazgató, egyetemi tanár.

## Életpályája
A Bartók Béla Zeneművészeti Szakközépiskola és Gimnázium zeneszerzés szakán tanult, Fekete Győr István tanítványaként. Zeneszerzői diplomáját a Liszt Ferenc Zeneművészeti Egyetemen 2006-ban szerezte, ahol Vidovszky László volt a mestere. Már tanulmányai alatt a Magyar Állami Operaházban dolgozott korrepetitorként. 2004-2012 között a Nemzeti Színház több előadásának zenei vezetője, karmestere. 2008-2010 között a Bárka Színház, 2010-2012 között a kaposvári Csiky Gergely Színházban dolgozott zenei vezetőként. Évekig a Színház- és Filmművészeti Egyetem és a Liszt Ferenc Zeneművészeti Egyetem tanára volt. 2017-től a Budapesti Operettszínház karmestere volt, majd 2020-2023 között a Szegedi Nemzeti Színház zeneigazgatója volt. Rendszeresen dolgozik több színházban és produkcióban is.

### Magánélete
Felesége Kolonits Klára operaénekes.

## Díjai és kitüntetései
- Robitsek Péter-emlékdíj (1997)
- MOL Zenei Ösztöndíj (1998)
- Kodály Zoltán Alkotó Ösztöndíj (2007)
- Art is Business-díj (2022)[12]